# Bitwa pod Stoczkiem

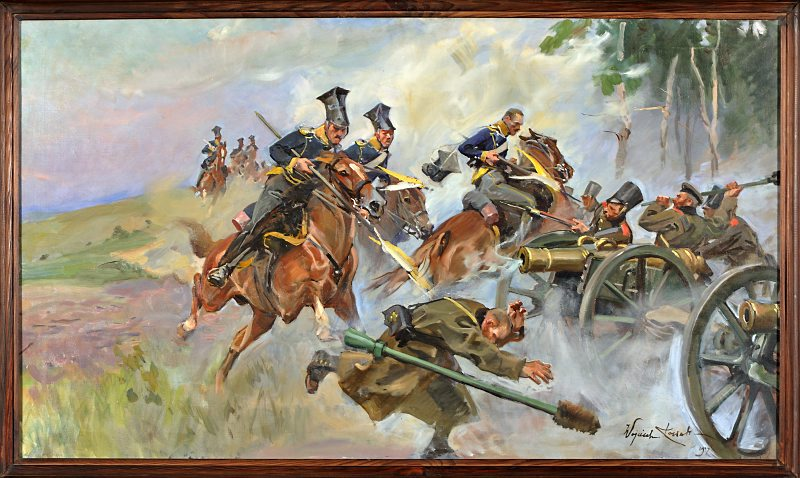
Wojciech Kossak: Szarża na baterie rosyjskie pod Stoczkiem (1907).

Bitwa pod Stoczkiem – bitwa rozegrana 14 lutego 1831 roku pod Stoczkiem Łukowskim między samodzielnym korpusem pod dowództwem Józefa Dwernickiego a częścią (2 pułki) rosyjskiej dywizji strzelców konnych Fiodora Geismara.

## Przed bitwą
12 lutego 1831 roku prowadzący swój korpus na Wołyń w celu wywołania tam powstania gen. Józef Dwernicki dowiedział się o obozowiskach rosyjskich w Róży i Łukowie i postanowił je zaatakować z zaskoczenia. Wobec wzięcia do niewoli przez kozaków polskiego żołnierza i wyjawienia przez niego zamiarów Dwernickiego, plan zawiódł. Geismar bez zwłoki skoncentrował swe oddziały i wyruszył do Seroczyna. Dwernicki 13 lutego 1831 roku wyruszył również do Seroczyna, lecz postanowił iść przez Stoczek. Zastał miasto opuszczone i stało się oczywiste, że trzeba szykować się do bitwy.
Dwernicki ustawił swoje wojsko na północnym krańcu miasta. 6 szwadronów jazdy blokowało drogę do Seroczyna, drugie tyle stanęło na drodze do Toczysk. Armaty ustawiono w centrum, aby mogły razić w obu kierunkach. Piechota stanęła w czworobokach obok dział, aby chronić je przed atakiem jazdy. Geismar, chcąc okrążyć i zniszczyć doszczętnie polskie wojsko, postanowił zaatakować z dwóch stron. Wysłał gen. Paszkowa z 950 ludźmi z Perejasławskiego Pułku Strzelców Konnych oraz 4 działami, by uderzył od strony Seroczyna i związał Polaków walką. Idący od strony Toczysk oddział Geismara złożony z Wirtemberskiego Pułku Strzelców Konnych (ok. 960 szabel) i 6 działami miał dobić dywizję Dwernickiego. Z powodu wąskiego leśnego duktu siły Paszkowa musiały poruszać się trójkami, a w szyk bojowy rozwijały się już pod ogniem polskich dział. Oddziały stały naprzeciw siebie na niewielkich wzniesieniach, a szarże pod górę rzadko dawały spodziewany efekt.

## Rozbicie kolumny Paszkowa
Bitwę rozpoczął pojedynek artyleryjski. Polska bateria dowodzona przez por. Józefa Puzynę składała się z sześciu 3-funtowych armat, które na dłuższą metę nie mogły się równać z 6- i 10-funtowymi działami Rosjan. Polscy artylerzyści nadrabiali za to szybkością oddawanych strzałów i obrotów. Skutki ognia rosyjskich armat odczuła najmocniej polska piechota. Aby nie narażać wojska na niepotrzebne straty, gen. Dwernicki rozkazał mjr. Russjanowi zaatakować kolumnę Paszkowa. Dowodzący atakowanym dywizjonem (dwa szwadrony) oficer popełnił błąd i zamiast uderzyć ze wzniesienia na pędzących ułanów, rozkazał oddać salwę z karabinów.
Przyjęcie szarży w miejscu zaważyło nad losem rosyjskiego dywizjonu. Odwrót traktem do Seroczyna był zablokowany przez wychodzący z lasu kolejny dywizjon jazdy. Wielu rosyjskich kawalerzystów utopiło się w stawie u brzegów Świdra. 

## Szarża na Geismara
Rozbiciu Paszkowa Geismar mógł się tylko przyglądać, ponieważ jego siły dopiero rozwijały się w linię bojową. Dwernicki, nie tracąc czasu, rozkazał uderzyć 4 szwadronom jazdy, lecz ogień kartaczy i salwy karabinowe odrzuciły Polaków. Wtedy do walki rzucił się sam Dwernicki, prowadząc oddział krakusów. To wystarczyło do zmiecenia Rosjan. I tak samo jak wcześniej odwrót utrudniał wąski leśny dukt. Kto nie zawrócił konia, ginął od polskiej szabli. Rosjanie uciekali, tratując kanonierów próbujących ratować działa. Bitwa w końcowej fazie przerodziła się w serię potyczek toczonych przez uciekających strzelców konnych z ułanami i szaserami polskimi. Walki toczyły się w małych grupkach lub indywidualnie. Na tym etapie starcie miało najkrwawszy charakter. Ułani polscy odegrali istotną rolę w bitwie, ponieważ dzięki swym szybkim i zwinnym koniom, lżejszemu ekwipunkowi i dłuższym lancom mogli łatwiej przełamywać opór przeciwnika. Rosjanie dosiadali okazałe, ale przekarmione w okresie pokojowym konie, przez co traciły na zwrotności. Dużym problemem dla rosyjskich strzelców konnych okazały się lance, w które uzbrojono ich przed kampanią. Czy to z powodu jakości wykonania i tego, że były krótsze niż polskie, czy może braku przeszkolenia w ich używaniu dochodziło do sytuacji, że Rosjanie zaczęli odrzucać lance podczas starcia i dobywać szabli co powodowało dodatkowe zamieszanie.

## Podsumowanie
Bitwa pod Stoczkiem oprócz poprawienia nastrojów w całym Królestwie nie miała znaczenia ani strategicznego, ani taktycznego. O zwycięstwie Polaków zdecydowało zlekceważenie polskiej kawalerii, brak zgrania rosyjskich kolumn, niesprawdzenie warunków terenowych, które zmusiły do natychmiastowego przyjęcia bitwy bez rozwinięcia swych sił. Ukazała się też mała zwrotność i marne wyszkolenie rosyjskiej kawalerii kontrastujące z nieźle wyszkoloną i bardzo dobrze dowodzoną kawalerią polską. W bitwie ukazał się talent dowódczy Dwernickiego, który był jednym z nielicznych (obok m.in. gen. Ignacego Prądzyńskiego) generałów wierzących w zwycięstwo nad Rosją.

## Upamiętnienia
10 maja 1931 roku we wsi Zgórznica na polu bitwy odsłonięto i poświęcono pomnik upamiętniający bitwę. Kamienny obelisk wieńczył betonowy orzeł wykonany przez Jadwigę Gierun. Z czasem pomnik uległ dewastacji. W latach 90. XX wieku skradziono ozdobną tablicę pamiątkową. W 2011 roku dokonano renowacji pomnika i jego otoczenia. Odrestaurowano także rzeźbę orła.
Antoni Bogusławski jest autorem wiersza Pieśń o Starym Wachmistrzu, który poświęcił ułanowi Łabusiowi, uczestnikowi bitwy pod Stoczkiem. Łabuś jest postacią historyczną, był włościaninem z okolic Tarnowa, żołnierzem napoleońskim odznaczonym orderem Virtuti Militari. Znał się osobiście z generałem Dwernickim. 
Walki żołnierza polskiego pod Stoczkiem zostały, po 1990 roku, upamiętnione na Grobie Nieznanego Żołnierza w Warszawie napisem na jednej z tablic, "STOCZEK 14 II 1831".
Pamięć bitwy pod Stoczkiem jest żywa w polskiej tradycji narodowej. Mówi się o niej m.in. w wierszach Gdy naród do boju Gustawa Ehrenberga i Grzmią pod Stoczkiem armaty Wincentego Pola. Wiersze te funkcjonują jako znane pieśni patriotyczne.
Bitwa pod Stoczkiem jest wymieniania wśród 15 najważniejszych wydarzeń Lubelszczyzny, wśród wydarzeń takich, jak unia lubelska.